# Константиновский (Саратовская область)
Константиновский —поселок в Романовском районе Саратовской области. Входит в состав Усть-Щербединского муниципального образования. 

## География
Находится на расстоянии примерно 18 километров по прямой на север от районного центра поселка Романовка.

## История
Официальная дата основания 1822 год.

## Население
Постоянное население составило 8 человека (русские 62%, украинцы 38%) в 2002 году, 0 в 2010.